# مملكة حضرموت

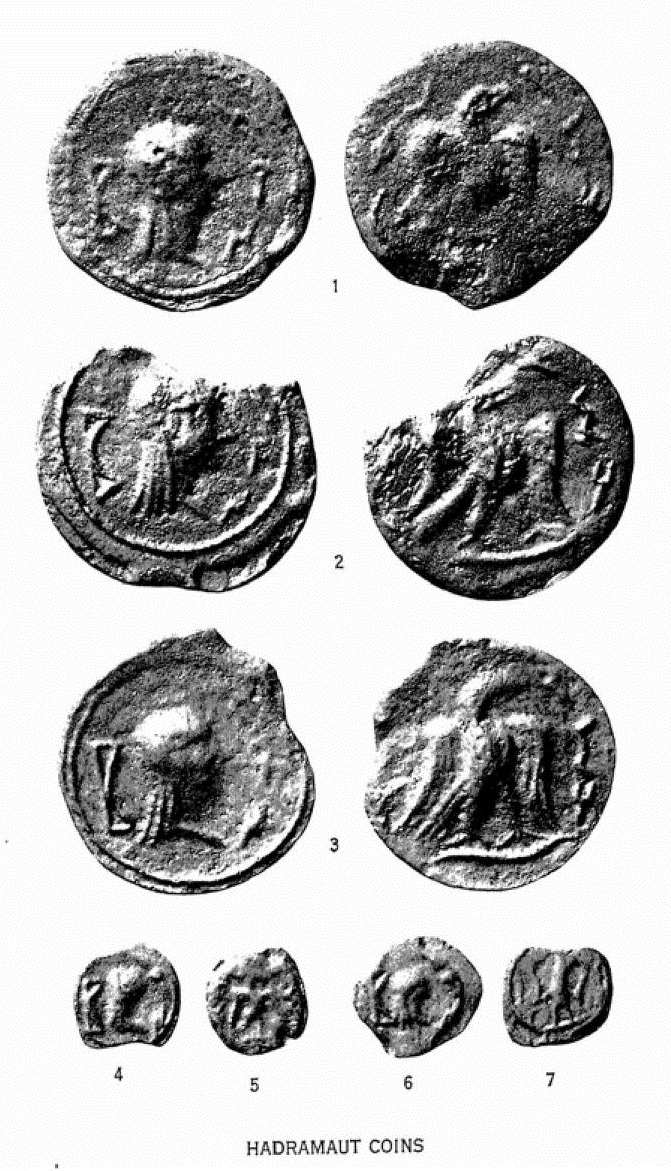
عملات من مملكة حضرموت.

حضرموت (بخط المسند: 𐩢𐩳𐩧𐩣𐩩؛ وأحياناً 𐩢𐩳𐩧𐩣𐩥𐩩). هي مملكة قديمة نشأت في جنوب الجزيرة العربية قبل الإسلام، في الفترة من بداية الألف الأول قبل الميلاد إلى نهاية القرن الثالث الميلادي.[بحاجة لمصدر] وكانت حضرموت إحدى الممالك العربية الجنوبية الست القديمة، إلى جانب  معين وقتبان وحمير وأوسان . لا يُعرف سوى القليل عن حضرموت مقارنة بجيرانها من الممالك الأخرى. 

## الجغرافيا
تقع مملكة حضرموت أقصى شرق الممالك العربية الجنوبية القديمة، وتمركز حول وادي حضرموت ووادي المسيلة، ويحدها من الشرق والجنوب المحيط الهندي. وعاصمتها شبوة القديمة. 

## التاريخ

### عصور ما قبل التاريخ
تعود أقدم الأنشطة البشرية في المنطقة إلى العصر الحجري القديم الأوسط، حيث استخدم السكان المحليون تقنية ليفالوا لتشكيل الأحجار حتى ظهور أدوات ا سكان الصحراء الذين عاشوا في مرحلة ما قبل الزراعة. من هذه الفترة الأخيرة، أو ربما الفترة اللاحقة، يمكن تأريخ العديد من الهياكل الصخرية، والدوائر الحجرية الكبيرة، وأربعة دُلمِنات زُينت أسطحها الداخلية بصفوف متكررة متكررة من التصميم المتعرج أو المخرّم.

### المملكة
في أواخر القرن السابع قبل الميلاد، كانت حضرموت ومملكة قتبان المجاورة في البداية حلفاء للملك كربئيل وتر من مملكة سبأ المجاورة،  ولكن بحلول القرن السادس قبل الميلاد، أصبحت حضرموت وقتبان تحت سيطرة سبأ.
بعد أن استعادت حضرموت وقتبان استقلالهما عن سبأ في القرن الخامس قبل الميلاد، ثار الحضارم والقتبانيون والمعينيون معًا على هيمنة سبأ وأصبحوا هم الممالك المهيمنة في المنطقة العربية الجنوبية مكان سبأ،  وبدأ ظهور حكّام حضرموت لأول مرة بالاسم بدءًا من القرن الخامس قبل الميلاد.
وسرعان ما شرعت قتبان في انتهاج سياسة توسعية ناجحة ضد سبأ متحدية الهيمنة السبئية، وفي وقت ما في القرن الأول قبل الميلاد، انضمت حضرموت إلى تحالف شكله كل من قتبان وردمان ومذي والبدو الأعرب ضد السبئيين.
الملك الحضرمي إيل عز يلط الثاني، الذي حكم حوالي في 220 قبل الميلاج، وثق لطقس صيد ملكي مقدس بحضور مندوبين من تدمر ومندوبين كلدانيين ومندوبان من جنوب آسيا.
ومثل سبأ، فرضت حضرموت في كثير من الأحيان سيطرتها على القبائل العربية التي تعيش شمال الممالك العربية الجنوبية. 
وخلال هذه الفترة، من القرن الرابع إلى القرن الثاني قبل الميلاد، شهدت حضرموت فترة من الازدهار حيث بنيت العديد من التحصينات والمباني المدنية والدينية في أراضيها. 
أعاد الملك الحضرمي "يدع إيل بيان" بناء عاصمة البلاد، شبوة. 
ومع إنشاء روابط تجارية بحرية مباشرة بين البحر الأبيض المتوسط وجنوب آسيا عبر البحر الأحمر في أواخر العصر الهلنستي، صعدت قبائل المرتفعات العربية الجنوبية على حساب ممالك صَيْهَد. وللمشاركة في التطورات التجارية الجديدة، أنشأت حضرموت مينائين بحريين على المحيط الهندي، أحدهما في قنا (حالياً بئر علي) والثاني في سمهرم (حاليا: خور روري في عُمان).
قامت حضرموت وحمير بتقسيم أراضي قتبان فيما بينهما وضمتها في أواخر القرن الأول أو الثاني الميلادي. 
وسرعان ما انتهى وحود حضرموت ككيان سياسي مستقل عندما تم ضمها الملك شمر يهرعشفي حوالي عام 290 للميلاد، ونصب نفسه ملكاً على "سبأ وذو ريدان وحضرموت ويمنة". 

### الموروث
يرد ذكر حضرموت ضمن جدول الأمم في التوراة العبرية بصيغة حصرموث (חֲצַרְמָוֶת) بصفته اسم أحد أولاد يقطان الثلاثة عشر، أولاد سام من خلال عابر. 
وأشار المؤرخ اليوناني الروماني سترابو إلى حضرموت بصيغة "خَترَمُوتِتس" Χατραμωτίτις. 

## المجتمع والثقافة

### الثقافة
تمتعت حضرموت بثقافة شبيهة باخواهتا من ممالك الجنوب، قتبان وسبأ ومعين وحمير، إلى جانب ما تمزيت به من خصوصية ثقافية ولغوية وفنية.

### اللغة
وكان سكان حضرموت يتحدثون اللغة الحضرمية التي تنتمي إلى الفرع العربي الجنوبي القديم من اللغات السامية.

### التنظيم الاجتماعي
كانت حضرموت دولة مَلَكية، ومن الألقاب الإدارية فيها لقب "كَبير"، وهو من يرأس قبيلة أو مجموعة معينة أو يكون وكيلاً للملك.

### الدِين
وكان الحضرميون يمارسون تعدد الآلهة حيث يظهر عثتر على رأس مجمع الآلهة، وكان له مظاهر مختلفة بألقاب خاصة به.  وكما هو الحال في دول جنوب الجزيرة العربية الأخرى، كان حكام حضرموت يقيمون مآدب طقسية على شرف عثتر، ويتم دفع ثمن المأدبة من العشر الذي يتشارك فيه السكان للإله.
أما الإله الراعي عند الحضرميين فهو إله القمر سيان، وبالتالي أطلق أهل حضرموت على أنفسهم اسم "أبناء سيان".   وذلك إلى جانب الآلهة الأخرى المعروفة المعبودة في حضرموت، مثل الإلهة. 
استخدمت الممارسات الدينية لشعب حضرموت وسائل عبادة كالتي عند جيرانها من ممالك جنوب الجزيرة العربية القديمة الأخرى، إذ كانت هناك كاهنات محتصات في حضرموت، شاركن في الحياة الاجتماعية للمجتمع، مثل التحكيم في قضايا الخلافات الزوجية. 
اتبع الحضرميون عادات جنوب الجزيرة العربية المتمثلة في تكريس أنفسهم وأفراد أسرهم المقربين للآلهة، وخاصة للإله سيان، كوسيلة لإظهار ولائهم للمجتمع الديني وكسب حماية الآلهة. 
كان الحضارم يؤدون طقس صيد مقدس لآلهتهم، يمنحهم بركة الآلهة، وتوثق النقوش ذهاب الملك يدعئيل بيان في رحلات صيد حيث قتل المها والغزلان والفهود والوعول. واستمر هذا التقليد حتى بعد نهاية مملكة حضرموت، حيث كان سكان المنطقة يعتقدون حتى وقت قريب في العصر الحديث أن الصيد شرط أساسي لجلب الأمطار، وبالتالي تجنب الجفاف والمجاعة الناتجة عنه. 

### المعمار
كانت الهندسة المعمارية في حضرموت مماثلة لتلك التي في بقية ممالك جنوب الجزيرة رغم تفرّد عاصمتها شبوة بالعديد من المباني الشاهقة متعددة الطوابق، مع هيكل قصر مرتفع مكون من ستة طوابق في المدينة يتكون من عمدان مشابهة للدعامات الفولاذية الحديثة المصنوعة من عوارض خشبية ضخمة تم تجميعها بلسان وأخدود وأوتاد، بالإضافة إلى جدران ساترة من الطوب.

### الاقتصاد
مثل غيرها من دول جنوب الجزيرة العربية، مارست حضرموت الزراعة التي تتطلب تقنيات الري بالسيول والآبار. أنتجت حضرموت العطور، وخاصة اللبان، الذي كان يزرع في منطقة ظفار الواقعة ضمن أراضيها؛ وذكر المؤرخ اليوناني الروماني بليني الأكبر نوعاً من المر يسمى "حضرموتي".  
وتتجلب المنتجات العطرية مجرد حصادها إلى ميناء سمهرم ، ومن هناك يتم شحنها إلى قنا ، حيث يأخذها تجار طريق تجارة البخور ويحملونها شمالًا إلى شبوة، ثم عبر قتبان وسبأ ومعين، قبل التوجه شمالًا. نحو الواحات التي يعيش فيها العرب؛ وهكذا شكلت شبوة عاصمة حضرموت بداية طريق البخور الذي كان يمر عبر الحدود الغربية للصحراء العربية حتى ميناء غزة على البحر الأبيض المتوسط، بالإضافة إلى طريق آخر لتجارة البخور يمتد إلى الشمال الشرقي حتى الجرهاء . ولذا فقدت حظيت حضرموت بإيرادات كبيرة من عبور القوافل التجارية عبر أراضيها من خلال تجارة البخور المنتج في ظفار والكماليات المستوردة من جنوب آسيا ، مما سمح لها بالعمل كوسيط في هذا الطريق التجاري، وبالتالي مصدر ثورة هائلة.   
كانت تجارة جنوب الجزيرة تتم في البداية عن طريق مقايضة البضائع مقابل أوزان من الذهب أو الفضة أو البرونز، ولكن في القرن الرابع أو الثالث قبل الميلاد بدأت ممالك المنطقة في صك عملاتها المعدنية، والتي كانت تعتمد على العملات اليونانية الأثينية. في القرن الأول قبل الميلاد، استبدلت حضرموت هذه العملات بعملاتها المستوحاة من الطراز الروماني والتي ضربت باسم دار صك العملة الملكية المسماة "شقر". 